# Großer Preis von Frankreich 1964
Der Große Preis von Frankreich 1964 (offiziell L Grand Prix de l'A.C.F.) fand am 28. Juni auf dem Rouen-les-Essarts in Rouen statt und war das vierte Rennen der Automobil-Weltmeisterschaft 1964.

## Berichte

### Hintergrund

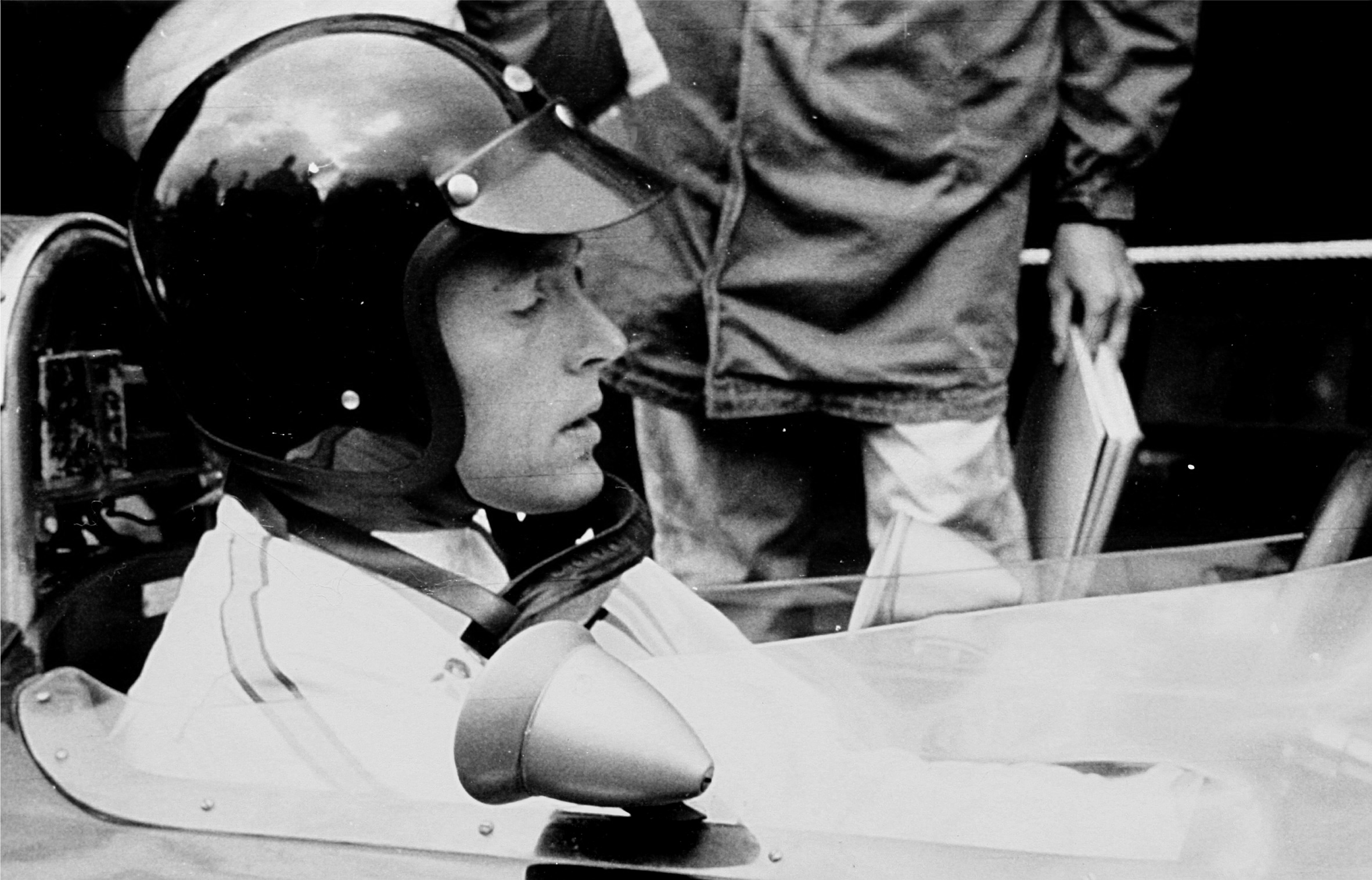
Dan Gurney gewinnt das erste Rennen für Brabham

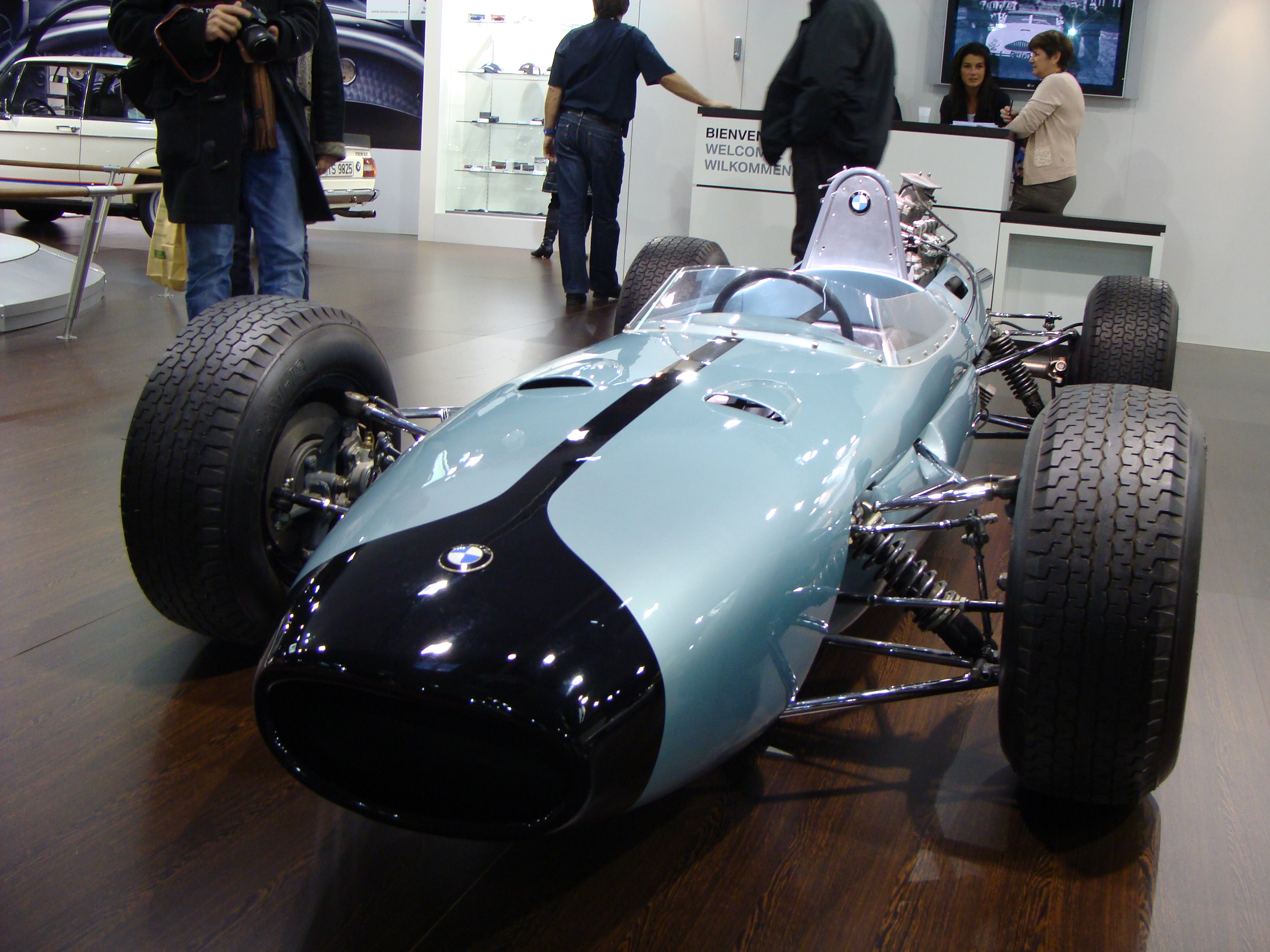
Debütsieg des Konstrukteurs Brabham mit dem Brabham BT7

Der Austragungsort des Großen Preis von Frankreich wechselte erneut nach Rouen-les-Essarts, nachdem der Grand Prix zuletzt 1962 auf dieser Rennstrecke stattgefunden hatte. In den folgenden Jahren wechselte der Austragungsort nacheinander zwischen dem Circuit de Charade, dem Circuit de Reims-Gueux und Le Mans, bevor die Automobil-Weltmeisterschaft 1968 ein letztes Mal in Rouen-les-Essarts fuhr.
Zum zweiten Mal meldete Lotus den neuen Lotus 33 für einen Grand Prix, allerdings entschied sich Jim Clark erneut den älteren Lotus 25 im Rennen zu verwenden, wodurch sich das Debüt des Lotus 33 weiter verzögerte. Dies fand erst beim Großen Preis von Deutschland, dem übernächsten Rennen statt. Auch Peter Arundell pilotierte den Lotus 25, für ihn war es das letzte Saisonrennen. Aufgrund einer Verletzungspause kehrte er erst 1966 in die Automobil-Weltmeisterschaft und zum Lotus-Werksteam zurück. Nach zwei Rennen Pause fuhr Maurice Trintignant sein zweites Saisonrennen, für British Racing Partnership kehrte Mike Hailwood zurück und war neben Chris Amon und Peter Revson für das Team gemeldet. Die Scuderia Centro Sud und das Rob Walker Racing Team pausierten und waren nicht beim Rennen dabei.
Mit Jack Brabham, Dan Gurney und Clark nahmen drei ehemalige Sieger des Großen Preis von Frankreich teil, nur Gurney gewann zuvor auf dieser Rennstrecke. Bei den Konstrukteuren war Ferrari sechsmal erfolgreich, Cooper und Lotus jeweils einmal. In Rouen hatte zuvor nur Ferrari ein Rennen gewonnen. In der Fahrerwertung führte Clark mit sieben Punkten Vorsprung auf Graham Hill und zwölf Punkten Vorsprung auf Richie Ginther. In der Konstrukteurswertung lag Lotus sieben Punkte vor B.R.M. und 14 Zähler vor Cooper.

### Training
Nach zwei ersten Startplätzen von Gurney erreichte Clark seine zweite Pole-Position der Saison, er war eine halbe Sekunde schneller als der Zweitplatzierte Gurney. Mit einer weiteren Sekunde Abstand folgte John Surtees auf Ferrari vor Arundell und Brabham. B.R.M. war nicht so konkurrenzfähig wie in den Rennen davor. Graham Hill wurde Sechster, Ginther Neunter, beide mehr als zwei Sekunden langsamer als die Pole-Zeit. Die ersten Zehn wurden von den beiden Cooper-Fahrern und von Lorenzo Bandini komplettiert. Dahinter folgten die B.R.P. von Innes Ireland und Trevor Taylor.
Mit deutlichem Abstand qualifizierten sich die Fahrer mit Kundenfahrzeugen im hinteren Feld. Hailwood war der beste dieser Fahrer auf Platz 13. Da am Samstag keine Trainingssitzung stattfand, flog er an diesem Tag für ein anderes Rennen in die Niederlande und gewann dieses. Durch einen Pilotenstreik war er gezwungen über Nacht mit dem Auto zur Rennstrecke zurückzufahren. Er war rechtzeitig wieder da und pilotierte den Wagen von Revson.

### Rennen
Die Reihenfolge an der Spitze blieb beim Start unverändert. Clark führte das Rennen vor Gurney und Surtees an, während McLaren aufgrund eines Drehers viele Positionen verlor und auf den letzten Platz zurückfiel. Clark und Gurney setzten sich in den folgenden Rennrunden von der Konkurrenz ab. Dies wurde auch begünstigt durch den Motorschaden von Surtees in Runde sechs und einem Dreher von Graham Hill, wodurch sich Brabham auf den dritten Platz verbesserte. Nach mehreren Überholmanövern arbeitete sich Graham Hill bis zur Runde 24 auf Position vier nach vorn. Neben Surtees schied auch Siffert in der Anfangsphase des Rennens aus, der Grund war eine defekte Kupplung.
Clark dominierte das Rennen und führte die Hälfte des Grand Prix vor Gurney, bis er mit einem Motorschaden ausfiel. Gurney übernahm die Führung in Runde 31 und behielt diese bis zum Rennende. Mehr als eine Minute hinter Gurney folgte sein Teamkollege Brabham, der jedoch von Graham Hill attackiert wurde. In Runde 37 überholte Graham Hill seinen Kontrahenten, und die beiden duellierten sich bis zum Rennende in einem knappen Zweikampf mit diversen Überholmanövern. Arundell lag anfangs direkt dahinter, dann fiel er zurück, weil durch den Zweikampf vor ihm viel Schmutz und Steine aufgewirbelt wurden, die sich in den Kühlern seines Lotus ansammelten.
Gurney hatte soviel Vorsprung, dass er am Ende das Tempo verringerte und seinen ersten Saisonsieg einfuhr. Es war der erste Sieg in der Geschichte des Brabham-Rennstalls, auf den in den folgenden Jahrzehnten 34 weitere folgten. Gurney gewann den Großen Preis von Frankreich zum zweiten und letzten Mal. Jack Brabham unterlag am Ende des Rennens Graham Hill mit weniger als einer Sekunde Rückstand. Durch den Sieg seines Teamkollegen wurde er der Erste, der sowohl als Fahrer, als auch als Konstrukteur in der Automobil-Weltmeisterschaft siegreich war. Außerdem fuhr er die schnellste Rennrunde, dies gelang ihm zuletzt drei Jahre zuvor beim Großen Preis der USA 1961 und es blieb seine einzige schnellste Rennrunde in der Saison. Die weiteren Punkteränge wurden von Arundell, Ginther und McLaren belegt. Bei einem Formel-2-Rennen einige Tage später verunfallte Arundell und verletzte sich schwer, sodass er den Rest der Saison und 1965 ausfiel. Erst beim Großen Preis der USA 1966 erreichte er erneut die Punkteränge. Phil Hill wurde Siebter vor Hailwood, Bandini und Amon.
In der Fahrerwertung verringerte sich der Vorsprung von Clark auf Graham Hill auf einen Punkt. Auf Platz drei lagen nach dem Rennen punktgleich Ginther und Arundell. In der Konstrukteurswertung kam B.R.M. bis auf vier Punkte an den Führenden Lotus heran, Brabham verbesserte sich zwei Ränge auf den dritten Platz mit elf Punkten Rückstand auf Lotus.

## Meldeliste
| Team                        | Nr. | Fahrer              | Chassis      | Motor          | Reifen |
| --------------------------- | --- | ------------------- | ------------ | -------------- | ------ |
| Team Lotus                  | 02  | Jim Clark           | Lotus 25     | Climax 1.5 V8  | D      |
| Team Lotus                  | 02  | Jim Clark           | Lotus 33     | Climax 1.5 V8  | D      |
| Team Lotus                  | 04  | Peter Arundell      | Lotus 25     | Climax 1.5 V8  | D      |
| Owen Racing Organisation    | 08  | Graham Hill         | BRM P261     | BRM 1.5 V8     | D      |
| Owen Racing Organisation    | 10  | Richie Ginther      | BRM P261     | BRM 1.5 V8     | D      |
| Cooper Car Company          | 12  | Bruce McLaren       | Cooper T73   | Climax 1.5 V8  | D      |
| Cooper Car Company          | 14  | Phil Hill           | Cooper T73   | Climax 1.5 V8  | D      |
| British Racing Partnership  | 16  | Innes Ireland       | BRP Mk1      | BRM 1.5 V8     | D      |
| British Racing Partnership  | 18  | Trevor Taylor       | BRP Mk2      | BRM 1.5 V8     | D      |
| Brabham Racing Organisation | 20  | Jack Brabham        | Brabham BT7  | Climax 1.5 V8  | D      |
| Brabham Racing Organisation | 22  | Dan Gurney          | Brabham BT7  | Climax 1.5 V8  | D      |
| Scuderia Ferrari SpA SEFAC  | 24  | John Surtees        | Ferrari 158  | Ferrari 1.5 V8 | D      |
| Scuderia Ferrari SpA SEFAC  | 26  | Lorenzo Bandini     | Ferrari 158  | Ferrari 1.5 V8 | D      |
| Maurice Trintignant         | 28  | Maurice Trintignant | BRM P57      | BRM 1.5 V8     | D      |
| Siffert Racing Team         | 30  | Joseph Siffert      | Brabham BT11 | BRM 1.5 V8     | D      |
| DW Racing Enterprises       | 32  | Bob Anderson        | Brabham BT11 | Climax 1.5 V8  | D      |
| Reg Parnell Racing          | 34  | Chris Amon          | Lotus 25     | BRM 1.5 V8     | D      |
| Reg Parnell Racing          | 36  | Peter Revson        | Lotus 25     | BRM 1.5 V8     | D      |
| Reg Parnell Racing          | 36  | Mike Hailwood       | Lotus 25     | BRM 1.5 V8     | D      |

Anmerkungen
1. 1 2  Clark fuhr beide Wagen im Training, den Lotus 25 mit der Nummer 2 im Rennen.
2. 1 2  Hailwood fuhr den Wagen mit der Nummer 34 in den Trainingssitzungen und im Rennen.

## Klassifikationen

### Startaufstellung
| Pos. | Fahrer              | Konstrukteur   | Zeit       | Ø-Geschwindigkeit | Start |
| ---- | ------------------- | -------------- | ---------- | ----------------- | ----- |
| 01   | Jim Clark           | Lotus-Climax   | 2:09,6     | 181,72 km/h       | 01    |
| 02   | Dan Gurney          | Brabham-Climax | 2:10,1     | 181,02 km/h       | 02    |
| 03   | John Surtees        | Ferrari        | 2:11,1     | 179,64 km/h       | 03    |
| 04   | Peter Arundell      | Lotus-Climax   | 2:11,6     | 178,96 km/h       | 04    |
| 05   | Jack Brabham        | Brabham-Climax | 2:11,8     | 178,69 km/h       | 05    |
| 06   | Graham Hill         | B.R.M.         | 2:12,1     | 178,28 km/h       | 06    |
| 07   | Bruce McLaren       | Cooper-Climax  | 2:12,4     | 177,88 km/h       | 07    |
| 08   | Lorenzo Bandini     | Ferrari        | 2:12,8     | 177,34 km/h       | 08    |
| 09   | Richie Ginther      | B.R.M.         | 2:13,9     | 175,89 km/h       | 09    |
| 10   | Phil Hill           | Cooper-Climax  | 2:14,5     | 175,10 km/h       | 10    |
| 11   | Innes Ireland       | BRP-B.R.M.     | 2:14,8     | 174,71 km/h       | 11    |
| 12   | Trevor Taylor       | BRP-B.R.M.     | 2:14,9     | 174,58 km/h       | 12    |
| 13   | Mike Hailwood       | Lotus-B.R.M.   | 2:16,2     | 172,92 km/h       | 13    |
| 14   | Chris Amon          | Lotus-B.R.M.   | 2:16,4     | 172,66 km/h       | 14    |
| 15   | Bob Anderson        | Brabham-Climax | 2:16,9     | 172,03 km/h       | 15    |
| 16   | Maurice Trintignant | B.R.M.         | 2:21,5     | 166,44 km/h       | 16    |
| 17   | Joseph Siffert      | Brabham-B.R.M. | 2:23,6     | 164,01 km/h       | 17    |
| 18   | Peter Revson        | Lotus-B.R.M.   | keine Zeit | –                 | –     |

### Rennen
| Pos. | Fahrer              | Konstrukteur   | Runden | Stopps | Zeit       | Start | Schnellste Runde |
| ---- | ------------------- | -------------- | ------ | ------ | ---------- | ----- | ---------------- |
| 01   | Dan Gurney          | Brabham-Climax | 57     | 0      | 2:07:49,1  | 02    | 2:12,7           |
| 02   | Graham Hill         | B.R.M.         | 57     | 0      | + 24,1     | 06    | 2:12,1           |
| 03   | Jack Brabham        | Brabham-Climax | 57     | 0      | + 24,9     | 05    | 2:11,4           |
| 04   | Peter Arundell      | Lotus-Climax   | 57     | 0      | + 1:10,6   | 04    | 2:12,8           |
| 05   | Richie Ginther      | B.R.M.         | 57     | 0      | + 2:12,1   | 09    | 2:14,3           |
| 06   | Bruce McLaren       | Cooper-Climax  | 56     | 0      | + 1 Runde  | 07    | 2:12,5           |
| 07   | Phil Hill           | Cooper-Climax  | 56     | 0      | + 1 Runde  | 10    | 2:15,4           |
| 08   | Mike Hailwood       | Lotus-B.R.M.   | 56     | 0      | + 1 Runde  | 13    | 2:14,8           |
| 09   | Lorenzo Bandini     | Ferrari        | 55     | 0      | + 2 Runden | 08    | 2:16,2           |
| 10   | Chris Amon          | Lotus-B.R.M.   | 53     | 0      | + 4 Runden | 14    | 2:16,6           |
| 11   | Maurice Trintignant | B.R.M.         | 53     | 0      | + 5 Runden | 16    | 2:20,4           |
| 12   | Bob Anderson        | Brabham-Climax | 50     | 0      | + 7 Runden | 15    | 2:16,0           |
| –    | Innes Ireland       | BRP-B.R.M.     | 32     | 0      | DNF        | 11    | 2:16,2           |
| –    | Jim Clark           | Lotus-Climax   | 31     | 1      | DNF        | 01    | 2:12,2           |
| –    | John Surtees        | Ferrari        | 6      | 1      | DNF        | 03    | 2:18,2           |
| –    | Trevor Taylor       | BRP-B.R.M.     | 6      | 0      | DNF        | 12    | 2:20,9           |
| –    | Joseph Siffert      | Brabham-B.R.M. | 4      | 0      | DNF        | 17    | 2:26,4           |
| DNS  | Peter Revson        | Lotus-B.R.M.   | –      | –      | –          | –     | –                |

## WM-Stände nach dem Rennen
Die ersten sechs des Rennens bekamen 9, 6, 4, 3, 2, 1 Punkte. Es zählten nur die sechs besten Ergebnisse aus zehn Rennen. In der Konstrukteurswertung zählten dabei nur die Punkte des bestplatzierten Fahrers eines Teams.

### Fahrerwertung
| Pos. | Fahrer         | Konstrukteur            | Punkte |
| ---- | -------------- | ----------------------- | ------ |
| 01   | Jim Clark      | Lotus-Climax            | 21     |
| 02   | Graham Hill    | B.R.M.                  | 20     |
| 03   | Richie Ginther | B.R.M.                  | 11     |
| 04   | Peter Arundell | Lotus-Climax            | 11     |
| 05   | Dan Gurney     | Brabham-Climax          | 10     |
| 06   | Jack Brabham   | Brabham-Climax          | 8      |
| 07   | Bruce McLaren  | Cooper-Climax           | 7      |
| 08   | John Surtees   | Ferrari                 | 6      |
| 09   | Joakim Bonnier | Cooper-Climax / Brabham | 2      |
| 10   | Chris Amon     | Lotus-B.R.M.            | 2      |
| 11   | Mike Hailwood  | Lotus-B.R.M.            | 1      |

| Pos. | Fahrer                  | Konstrukteur           | Punkte |
| ---- | ----------------------- | ---------------------- | ------ |
| 12   | Bob Anderson            | Brabham-Climax         | 1      |
| 13   | Trevor Taylor           | BRP-B.R.M.             | 0      |
| 14   | Phil Hill               | Cooper-Climax          | 0      |
| 15   | Joseph Siffert          | Lotus-B.R.M. / Brabham | 0      |
| 16   | Lorenzo Bandini         | Ferrari                | 0      |
| 17   | Giancarlo Baghetti      | B.R.M.                 | 0      |
| 18   | Innes Ireland           | BRP-B.R.M.             | 0      |
| 19   | Maurice Trintignant     | B.R.M.                 | 0      |
| –    | Carel Godin de Beaufort | Porsche                | 0      |
| –    | André Pilette           | Scirocco-Climax        | 0      |

### Konstrukteurswertung
| Pos. | Konstrukteur   | Punkte |
| ---- | -------------- | ------ |
| 01   | Lotus-Climax   | 25     |
| 02   | B.R.M.         | 21     |
| 03   | Brabham-Climax | 14     |
| 04   | Cooper-Climax  | 9      |
| 05   | Ferrari        | 6      |

| Pos. | Konstrukteur    | Punkte |
| ---- | --------------- | ------ |
| 06   | Lotus-B.R.M.    | 3      |
| –    | BRP-B.R.M.      | 0      |
| –    | Porsche         | 0      |
| –    | Scirocco-Climax | 0      |